# Московская конференция (1943)
Московская конференция 1943 года — конференция министров иностранных дел СССР, США и Великобритании, проходившая в Москве с 19 по 30 октября 1943 года.
Конференция была созвана для согласования странами-членами Антигитлеровской коалиции вопросов дальнейшего ведения войны.
На конференции были рассмотрены следующие вопросы:
Рассмотрение мероприятий по сокращению сроков ведения войны против Германии и её союзников в Европе. В качестве главного мероприятия рассматривались вопросы высадки англо-американских войск в Северной Франции и открытие второго фронта. В итоговом коммюнике конференции говорилось о том, что правительства трех держав признали «первейшей целью ускорение конца войны». Относительно второго фронта представители США и Англии согласились лишь зафиксировать в протоколе заверения о вторжении в Северную Францию весной 1944 года при наличии благоприятных метеорологических условий в районе Ла-Манша, а также значительного сокращения германских военно-воздушных сил в Северо-Западной Европе.
На Московской конференции был принят важный документ — Декларация по вопросу о всеобщей безопасности, которую подписали представители четырёх великих держав антигитлеровской коалиции — СССР, США, Англии и Китая. В Декларации впервые совместно была провозглашена формула безоговорочной капитуляции фашистских государств как непременное условие прекращения войны. Правительства союзных держав заявляли о своей решимости «продолжать военные действия против тех стран Оси, с которыми они соответственно находятся в состоянии войны, пока эти державы не сложат своего оружия на основе безоговорочной капитуляции».
При рассмотрении вопросов послевоенного сотрудничества в коммюнике по итогам конференции была выражена единая точка зрения о том, «что в их собственных национальных интересах и в интересах всех миролюбивых наций важно продолжить теперешнее тесное сотрудничество, установленное для ведения войны, и на период, который последует за окончанием военных действий, и что только этим путём можно добиться поддержания мира и полного развития политического, экономического и социального блага их народов».
Для обсуждения и согласования вопросов, связанных с выходом государств Оси из войны и обеспечением выполнения ими условий капитуляции, Московская конференция постановила создать Европейскую консультативную комиссию, состоящую из представителей СССР, США и Англии с местопребыванием в Лондоне. Комиссии поручалось «изучать европейские вопросы, связанные с окончанием военных действий, которые три правительства признают целесообразным ей передать, и давать трём правительствам по ним объединённые советы».
Одним из важных пунктов повестки дня Московской конференции являлся германский вопрос. Государственный секретарь США Корделл Халл, выражая предложение президента Рузвельта о расчленении Германии на три и более государств, предложил осуществить «политическую децентрализацию Германии». Его энергично поддержал министр иностранных дел Англии Энтони Иден: «Мы хотели бы разделения Германии на отдельные государства, в частности, мы хотели бы отделения Пруссии от остальных частей Германии. Мы хотели бы поэтому поощрять те сепаратистские движения в Германии, которые могут найти своё развитие после войны». Советский нарком иностранных дел Вячеслав Михайлович Молотов ограничился заявлением о том, что «вопрос находится в процессе изучения». В результате обмена мнениями конференция решила передать вопрос о будущем Германии для дальнейшего изучения в Европейскую консультативную комиссию.
На конференции было обсуждено положение в Италии. Советская делегация, выразив пожелание получить всестороннюю информацию о том, как выполняются условия перемирия с Италией, представила проект предложений о мерах, направленных на полную ликвидацию фашизма в этой стране и на обеспечение её демократического развития. По предложению советской делегации конференция приняла Декларацию об Италии. В ней говорилось: «Политика союзников по отношению к Италии должна базироваться на основном принципе: что фашизм и все его пагубные влияния и последствия должны быть полностью уничтожены и что итальянскому народу должна быть предоставлена полная возможность установить правительственные и другие учреждения, основанные на принципах демократии». В Декларации определялись конкретные меры по реализации этих положений. Постановлением конференции был учрежден Консультативный совет по вопросам Италии, в который вошли представители СССР, США, Англии, Французского комитета национального освобождения, Греции и Югославии.
По инициативе Советского правительства конференция министров иностранных дел приняла Декларацию об Австрии. В ней объявлялся недействительным и несуществующим захват этой страны Германией в 1938 году и выражалось желание правительств трёх держав «видеть восстановленной свободную и независимую Австрию».
На конференции рассматривались некоторые вопросы, касавшиеся Восточной Европы. Представители западных держав пытались добиться от СССР поддержки планов создания различных федераций в этом районе. Советская делегация придерживалась следующего принципа: освобождение малых стран и восстановление их независимости является одной из главных задач послевоенного устройства, народам Европы должно быть предоставлено право самим решать свои судьбы после войны.
При обсуждении польского вопроса представители США и Англии пытались склонить Советский Союз к восстановлению дипломатических отношений с правительством Польши в изгнании. Советская сторона не поддержала этого предложения, заявив, что «СССР стоит за независимую Польшу и готов оказать ей помощь, но он заинтересован в том, чтобы польское правительство проводило дружественную по отношению к Советскому Союзу политику».
Конференция рассмотрела согласованный между английским и американским правительствами документ «Основная схема управления освобожденной Францией», согласно которому союзные войска, вступив на территорию этой страны, получали верховную власть, фактически означавшую установление оккупационного режима. Советская сторона не согласилась с этим документом и было принято решение о передаче этого вопроса на рассмотрение Европейской консультативной комиссии.
В дни работы конференции была согласована и опубликована за подписями глав правительств США, СССР и Англии Декларация об ответственности гитлеровцев за совершаемые преступления. В ней отмечалось, что германские офицеры, солдаты и члены нацистской партии, ответственные за зверства, убийства и массовые казни на оккупированных территориях или добровольно принимавшие в них участие, будут отправлены в те страны, где они совершали преступления и где понесут наказание в соответствии с законами этих стран. «Пусть те, кто ещё не обагрил своих рук невинной кровью, — говорилось в Декларации, — учтут это, чтобы не оказаться в числе виновных, ибо три союзных державы наверняка найдут их даже на краю света и передадут их в руки их обвинителей с тем, чтобы смогло совершиться правосудие».
На Московской конференции обсуждались также некоторые частные вопросы, связанные с координацией совместных усилий союзников в войне против фашистского блока. Западная сторона высказала пожелание, чтобы Советский Союз предоставил базы для американских и английских самолётов, которые будут производить «челночные» операции с целью бомбардировки промышленных районов Германии. В дальнейшем эта просьба была удовлетворена. Второй вопрос касался более эффективного обмена информацией о метеорологических условиях. Обмен вскоре значительно расширился. Третий вопрос относился к улучшению воздушных сообщений между СССР и США. Он также в последующем получил положительное решение.
В связи с Московской конференцией встал вопрос о возможном участии СССР в войне против Японии. Отвечая на этот вопрос уже после завершения Московской конференции Сталин на приёме в честь её участников заявил госсекретарю США, что СССР готов принять участие в войне против Японии и помочь нанести поражение дальневосточному врагу после разгрома Германии.
Московская конференция министров иностранных дел имела большое значение. Несмотря на то, что на ней выявились серьёзные разногласия между союзниками, она показала возможность согласованного решения сложнейших вопросов, относящихся к послевоенному урегулированию.
Московская конференция подготовила условия для первой встречи глав правительств трёх держав, которая состоялась в Тегеране с 28 ноября по 1 декабря 1943 года.